# Albert Narath

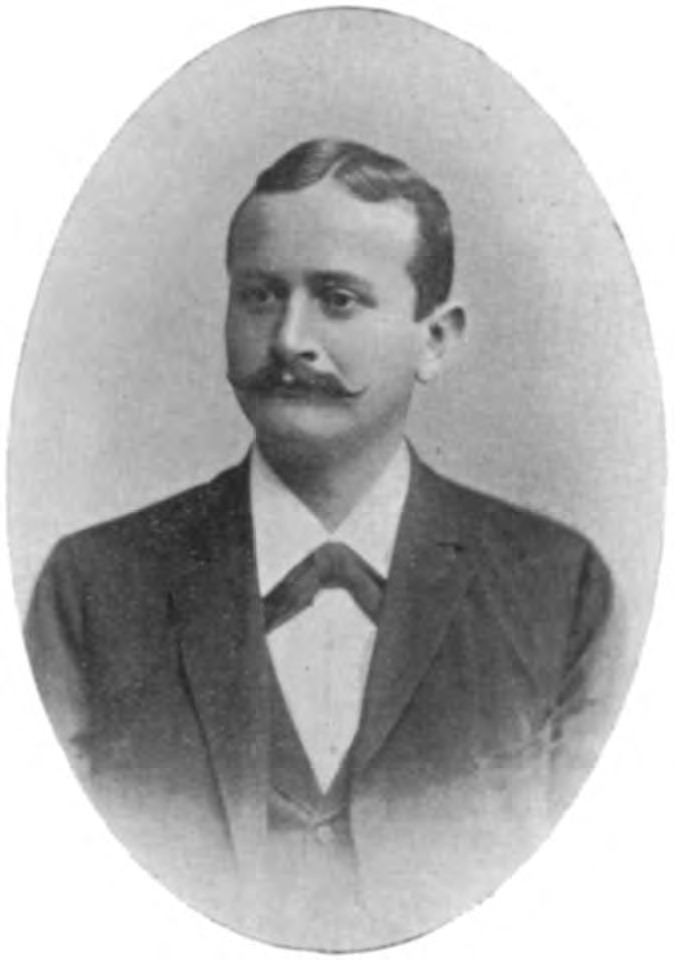
Albert Narath, 1898

Albert Narath (* 13. September 1864 in Wien; † 15. August 1924 in Heidelberg) war ein deutscher Chirurg und Hochschullehrer.

## Leben
Zunächst machte Narath sich einen Namen mit anatomischen Studien über den Aufbau des Bronchialsystems und unter anderem verschiedene Hernienformen behandelnde viszeralchirurgischen Arbeiten zur Darmchirurgie. Im Jahr 1900 kam sein gleichnamiger Sohn, der Photochemiker Albert Narath, zur Welt. 1906 wurde er Ordinarius an der Chirurgischen Universitätsklinik Heidelberg. Bereits im Jahre 1910 musste er aus gesundheitlichen Gründen diesen Lehrstuhl aufgeben. Die folgenden Jahre nutzte er jedoch zu zahlreichen wissenschaftlichen Publikationen. Er starb einen Monat vor seinem 60. Geburtstag.
Naraths Publikationen betreffen auch Magenoperationen, Darmausschaltung (experimentell erstmals erforscht von Friedrich Franz Salzer und geplant durchgeführt im Jahr 1891 zuerst von Julius Hochenegg), retroperitoneale Lymphzysten, Entwicklung eines künstlichen Kehlkopfes, Varikozelen-Operationen, Pneumatozelen der Parotis und Omentum-majus-Plastiken.

## Veröffentlichungen
- Zur Geschichte der zweiten Billrothschen Resektionsmethode am Magen. In: Deutsche Zeitschrift für Chirurgie. Band 162, 1916, S. 62 ff.